# Akari (jeu de logique)
Pour les articles homonymes, voir Akari.

Exemple d'une grille d'akari au début du jeu (la solution est donnée plus bas).

Un akari est un jeu mathématique de logique sous forme d'une grille comprenant des cases noires et des cases blanches. Le but du jeu est d’éclairer chaque case blanche en plaçant des ampoules (représentées par des cercles) aux bons endroits.

## Règles
- Chaque case blanche doit être éclairée.
- Chaque ampoule diffuse verticalement et horizontalement un rayon lumineux qui éclaire toutes les cases blanches de sa ligne et de sa colonne jusqu’à ce qu'il atteigne une case noire.
- Certaines cases noires contiennent un chiffre. Celui-ci est toujours compris entre 0 et 4. Il s’agit du nombre de cases adjacentes (horizontalement ou verticalement, mais pas en oblique) contenant une ampoule.
- Une ampoule ne peut pas en éclairer une autre (le rayon lumineux diffusé par une ampoule ne peut pas atteindre une case occupée par une autre ampoule).

## Techniques de résolution

Exemple d'akari complété (la grille de départ est donnée plus haut).

- Les cases noires contenant un « 0 » ne peuvent être entourées par aucune ampoule. Vous pouvez donc les marquer d'une petite croix par exemple.
- Les cases noires contenant un « 4 » doivent être entourées par quatre ampoules. Placez donc une ampoule sur chaque case qui lui est adjacente.
- Si une case noire contient un « 3 » et qu'elle est adjacente à une case noire ou à une case déjà éclairée, placez une ampoule sur chacune des trois cases blanches qui lui est adjacente.
- Idem si une case noire contient un « 2 » et qu'elle est adjacente à deux cases noires ou déjà éclairées, ou si elle contient un « 1 » et qu'elle est adjacente à trois cases noires ou déjà éclairées.
- Si une case ne peut être éclairée par aucune autre, alors elle contient forcément une ampoule.
- Si une case ne peut être éclairée que par une seule autre, alors cette dernière contient forcément une ampoule.
- Enfin, si aucune de ces méthodes ne permet de vous débloquer, vous pouvez toujours raisonner par l'absurde, c'est-à-dire procéder à une hypothèse et l'éliminer si jamais celle-ci conduit à une contradiction.

## Historique
La grille logique akari a été créée par le site Nikoli en 2001. Son nom vient du japonais et signifie « lumière ». Une grille d'akari représente un faisceau de rues, toutes éclairées par des lanternes. Il s'agit d'un problème de la vie courante : comment éclairer un espace donné en utilisant le moins d'ampoules possible ? On retrouve souvent de telles grilles dans des concours de grilles logiques[réf. nécessaire]. En outre, il s'agit de la première grille logique mensuelle parue sur le site Enigmatron.